# Græsted (plaats)
Græsted is een plaats in de Deense regio Hovedstaden, gemeente Gribskov, en telt 3309 inwoners (2007).

## Zie ook

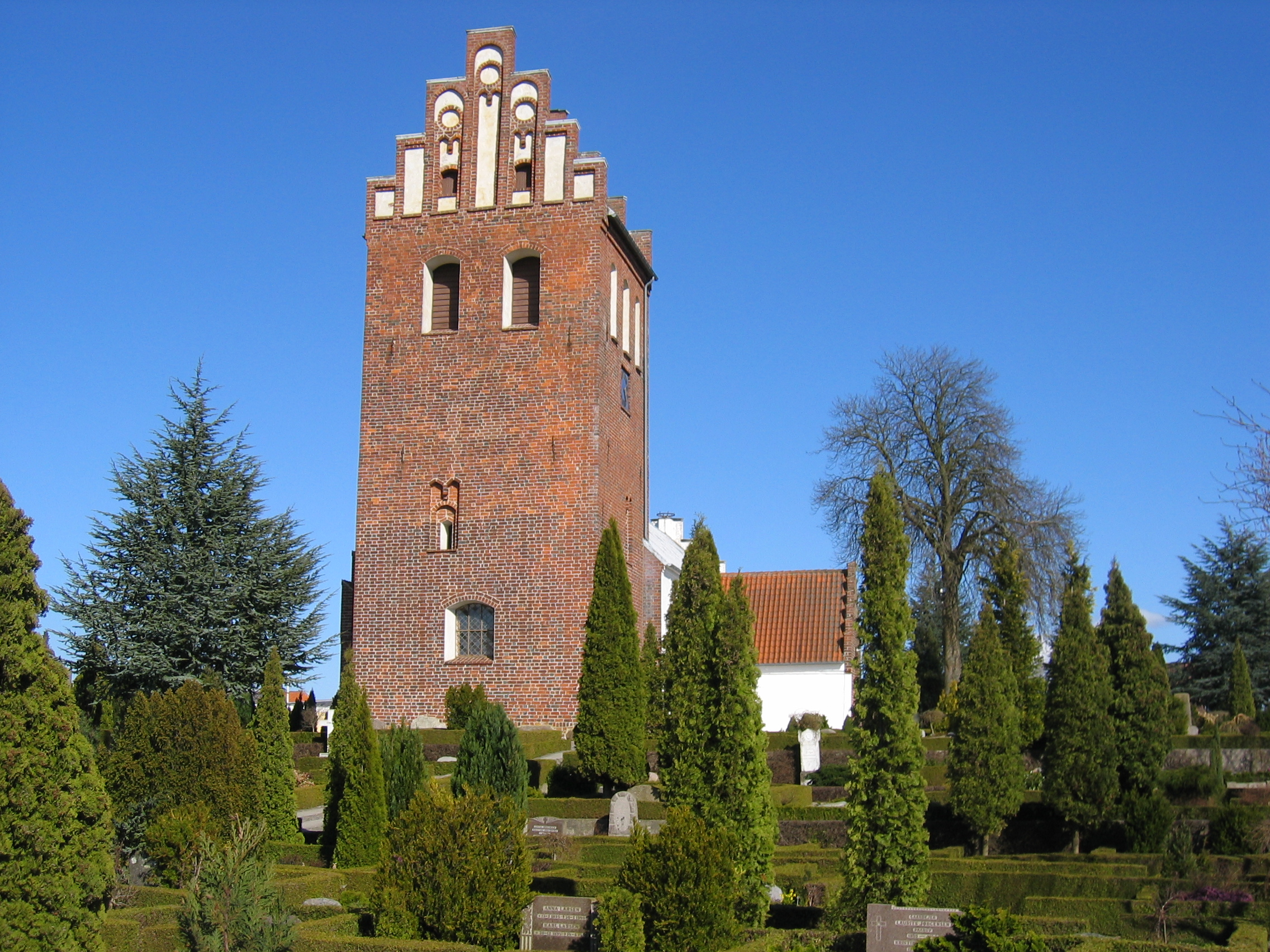
Kerk